# Ruth Porat
Ruth Porat (sinh năm 1957) là một nhà quản lý tài chính người Mỹ gốc Anh, và hiện tại là Giám đốc Tài chính của Alphabet Inc (mà Google là một công ty con) từ thời điểm tháng 5 năm 2015. Bà cũng là Giám đốc Tài chính và phó Chủ tịch Điều hành của Morgan Stanley từ tháng 1 năm 2010 đến tháng 5 năm 2015.